# Ugo Donati
Ugo Donati (Monteggio, 14 ottobre 1891 – Lugano, 23 luglio 1967) è stato uno scrittore e giornalista svizzero-italiano.

## Biografia
Dopo il diploma si trasferisce per qualche tempo a Londra, periodo in cui sviluppa l'interesse per la storia dell'arte ticinese fra il XVI e il XVIII secolo; a seguito di questa sua passione nel 1911 si trasferisce a Roma.
In pochi anni raccoglie una discreta collezione di reperti d'epoca romana, che mette a frutto nel 1919 con l'apertura di una galleria dedicata all'antichità classica. Nel corso degli anni avrà modo di farsi conoscere nel mondo dell'antiquariato romano e scriverà numerosi saggi e articoli su riviste specializzate di storia dell'arte.
Nel 1942 rientra in patria e si stabilisce a Lugano, dove apre un negozio d'antiquariato.